# Nicole Gozdek
Nicole Gozdek (* 1978 in Buxtehude) ist eine deutsche Autorin.

## Leben
Nicole Gozdek wurde 1978 in Buxtehude geboren. Bereits in der Schulzeit schrieb sie erste Geschichten. Sie studierte Germanistik und Romanistik mit Schwerpunkt auf Literatur. Nach dem Studium arbeitete sie zunächst in der Buchbranche. Heute ist sie Online-Redakteurin bei einem französischen Modeunternehmen, Buchbloggerin und Autorin.

## Werke
- Die Magie der Namen. Piper Verlag, München 2016, ISBN 978-3-492-70387-1 (368 S.).
- Die Magie der Lüge. Piper Verlag, München 2017, ISBN 978-3-492-70438-0 (336 S.).
- Murphy – Rache ist süß. Drachenmond Verlag, Leverkusen 2017, ISBN 978-3-95991-455-0 (308 S.).
- Prophezeiungen für Jedermann. Piper Verlag, München 2019, ISBN 978-3-492-28217-8 (400 S.).
- Inspired – Magie der Muse. Piper Verlag, München 2020, ISBN 978-3-492-28222-2 (400 S.).
- Die Gilde der Schatten. ivi, München 2022, ISBN 978-3-492-70484-7 (400 S.).

## Auszeichnungen
- 2015: #erzählesuns-Award des Piper Verlags für »Die Magie der Namen«[3]
- 2016: Ulmer Unke für »Die Magie der Namen«[4]
- 2017: Deutscher Phantastik Preis für »Die Magie der Namen«[5]